# 카호
카호(일본어: 夏帆, 1991년 6월 30일 ~ )는 일본의 모델 겸 배우이다. 현재 소속사는 스타더스트 프로모션이다. 대표작으로는 영화 《마을에 부는 산들바람》, 《미래를 걷는 소녀》와 드라마 《오토멘》등에 출연하였다.

## 약력
- 도쿄 출신.
- 초등학교 5학년 때, 하라주쿠(오모테 산도)에서 캐스팅되어, 2003년 TU 미디어 폰 간사이의 CM으로 데뷔하였다.
- 청소년 패션 잡지 "피치 레레몬" (2003년 ~ 2005년)과 주니어 아이돌 잡지 "Pure 2" 등으로 잡지 모델을 맡았다.
- 2003년 7월 19일부터 8월 31일의 44일간 오다이바 모험 왕의 6 인조 이미지 걸 "Snappeas"(스너피 즈)의 멤버로 TV 방송에 출연하였다.
- 2004년 4월부터 2007년 3월, 미츠이 부동산 판매의 CM "미츠이의 리 하우스" 11대째 리 하우스 걸로 출연. 그 후, 영화 《휴대폰 형사 제니가타 레이》 (2004년 10월 ~ 2005년 3월, BS-i)에서 주연을 맡았다.
- 2007년 주연 영화 《마을에 부는 산들바람》에서 호평을 받아, 일본 아카데미상과 호치 영화상을 비롯해 다수의 신인상을 수상했다.
- 2009년 연속 드라마 《오토멘》에서 여주인공을 맡았다.
- 2012년 10월 ~ 11월 - WOWOW 연속 드라마 《히토리 시즈카》(연속적으로 발생하는 살인 사건이 수수께끼를 부르는 경찰 미스터리)에서 처음으로 어두운 이미지를 연기했다.
- 2013년
  - 4월 - 테레비 도쿄 연속드라마 《모두! 초능력자야!》에서 타인의 마음을 읽는 초능력 여고생 역할(주연)을 맡았다.
  - 7월 - TBS 심야 드라마 《악령병동》에서 영적 능력을 가진 간호사 역할의 주연을 맡았다. (호러 작품 첫 출연)
- 2015년 출연작 『 바닷마을 다이어리』가 제68회 칸 국제 영화제 경쟁 부문에 참가 했지만, 수상에는 이르지 못 했다.

## 인물

### 에피소드
- 카호는 왼손잡이. 그러나 칼이나 가위를 잡을 때는 오른손을 사용한다.
- 시력은 좌우 0.2 외출시에는 콘텍트 렌즈를 사용하고, 패션 안경을 쓰고 다닌다.
- 이란성 쌍둥이의 남동생이 있다. 하지만 얼굴은 닮지 않았다고 한다.
- 동생이 변성기가 오기 전에는 목소리가 비슷해서, 전화를 받으면 남동생과 오해하는 경우가 많았다.
- 낯가림을하는 성격이지만, 친해지면 굉장히 수다스러워진다고 말했다.
- 어렸을 때부터 초등학교 6학년 때까지 클래식 발레를 배웠다.
- 개인 블로그, SNS, 기타 소셜 네트워크는 관리하기 귀찮아서 하지 않는다고한다.

### 취미
- 취미는 독서, 쇼핑, 잡지 등을 모아 친구들과 대화하는 것을 좋아한다.
- 사진 찍기를 좋아하고, DSLR 카메라를 애용하고 있다.
- 먹는 것을 좋아해, 좋아하는 음식은 일식 , 과자, 치즈 케이크, 과일 타르트, 초콜릿 등 단 음식 , 카레, 한국 요리 등 매운 음식도 좋아한다.(싫어하는 음식은 토마토이며, 이유는 냄새와 맛 감촉이 모두 이상하기 때문이라고 말했다)

## 출연 작품

### 영화
- 휴대폰 형사 - 바벨탑의 비밀 (2005년, 엠 에프 상자)
- 나이스의 숲 - 퍼스트 컨택트 (2005년, 팬텀 필름)
- 작은 용사들 GAMERA (2006년, 쇼치쿠)
- 휴대폰 형사 - 이시카와 고에몬 일족의 음모~결투! (2006년, 엠 에프 상자)
- 마을에 부는 산들바람 (2007년, 아스믹 에이스)
- 미래를 걷는 소녀 (2008년, 엠 에프 상자)
- 노래혼 (2008년, 니카츠)
- 모래시계 (2008년, 토호)
- 극장판 트릭: 영능력자 배틀로얄 (2010년, 토호)
- 키나코: 견습 경찰견 이야기 (2010년, 쇼치쿠)
- 극장판 임협 헬퍼 (2012년, 토호)
- 상자속 아들의 사랑 (2013년, 키노 필름스)
- 극장판 타임 스쿠프 헌터 (2013년, 가가 커뮤니케이션스)
- 퍼즐 (2014년, KADOKAWA)
- 바닷마을 다이어리 (2015년, 토호, 가가 커뮤니케이션스)
- 핑크와 그레이 (2016년, 아스믹 에이스)
- 22년 후의 고백 (2017년, 워너 브라더스)
- 도쿄 흡혈 호텔 (2017년)
- 예조 산책하는 침략자 극장판 (2017년)
- 우죄 (2017년)
- 비블리아 고서단 사건 수첩 (2018년) - 키누코 고우라 역
- 이토군 A to E (2018년)
- 힘내자! 나 (2018년)
- 블루 아워 (2019년) - 스나다 역
- 가공OL일기 (2020년) - 후지카와 마키 역
- 레드 (2020년) - 스구리 토코 역

### 텔레비전 드라마

#### 연속 드라마
- 사랑스런 그대에게 (2004년 4월 ~ 6월, 후지 TV)
- 세상의 중심에서 사랑을 외치다(2004년 7월 ~ 9월, TBS)
- 휴대폰 형사 제니가타 레이 시즌 1 (2004년 10월 ~ 12월, BS-TBS)
- 휴대폰 형사 제니가타 레이 시즌 2 (2005년 1월 ~ 3월, BS-TBS)
- 엔진 (2005년 4월 ~ 6월, 후지 TV)
- 여왕의 교실 (2005년 7월 ~ 9월, NTV)
- 프리 마담 (2006년 4월 ~ 6월, NTV)
- 네 자매 탐정단 (2008년 1월 ~ 3월, TV 아사히)
- 오토멘 (2009년 8월 ~ 9월 (여름), 2009년 10월 ~ 11월 (가을), 후지 TV)
- 외교관 쿠로다 코사쿠 (2011년 1월 ~ 3월, 후지 TV)
- 그 남편, 남자친구들 (2011년 11월 ~ 12월, NHK)
- 모두! 초능력자야! (2013년 4월 ~ 7월, 테레비 도쿄)
- 악령병동 (2013년 7월, TBS)
- OL 카나의 아저씨 관찰일기 (2013년 11월, 후지 TV)
- 미야모토 무사시 (2014년 3월 15일 ~ 2014년 3월 16일 TV 아사히)
- 노부나가 협주곡 (2014년 10월 ~ 12월, 후지 TV)
- 우리집엔 아무것도 없어 (2016 2월 6일~ 현재 NHK)
- 낙원 (2017년 1월 8일~ 2017년 2월 19일 WOWWOW)

#### 단편 드라마·게스트 출연
- 그녀가 죽어버렸다 - 제1화, 제4화 (2004년 1월 ~ 2월, NTV)
- 사랑하는 일요일 2탄 시리즈 "나의 나무" (2005년 5월, BS-i)
- 서유기 - 제1화, 제8화 (2006년 1월·2월, 후지 TV)
- 단편 영화 도쿄 소녀 제2화 "바라본 소녀"(2006년, BS-i)
- P&G 팬틴 드라마 스페셜 "카루타코마치" (2008년 2월, 후지 TV)
- 홈리스 중학생 2 (2009년 4월, 후지 TV)
- 괜찮아! 이케멘 소바가게 탐정 에피소드5 (2009년 5월, NTV)
- 제가 처음 만들었던 드라마 "나와 그녀와 나와 파리" (2010년 12월, NHK BS2)
- 수의사 두리틀 - 제8화 (2010년 12월, TBS)
- 럭키 세븐 - 제9화, 최종화(제10화) (2012년 3월, 후지 TV)
- 히토리 시즈카 (2012년 10월, WOWOW)
- 막차 바이바이 - 제8화 (2013년 3월 TBS)
- 기묘한 이야기- 가을 특별편 (2013년 10월, 후지 TV)
- 먼저하세요 - 규동 편 (2013년 12월, WOWOW)
- 꿈을 주다 (2015년 5월, WOWOW)
- 쿠로사키군의 말대로는 되지않아 (2015년 12월, NTV)
- 우리 집엔 아무것도 없어 (2016년 2월, NHK BS)

### WEB 드라마
- 블리자드 (2011년, BeeTV)
- PANTENE 신데렐라 프로젝트 담홍색 (2012년 3월, facebook)
- MORE × Pantene 신데렐라 프로젝트 리얼 파트너 (2012년, facebook)
- 계장 아오시마 슌사쿠 2 사건은 또 다시 취조실에서 일어나고 있다! (2012년 8월~ 9월/ 10화 × 15분, NOTTV)
- 24시간 여배우 - 기다리는 여자 -제1회(2013년 10월, 히카리]]

### 라디오 드라마
- 엔도 통신 SEEDS OF MOVIES "소녀 애벌레" (2004년 9월, TOKYO FM )
- 미츠야 사이다 단편 스토리 "너의 미소", "엄마와 유키의 입학식" (2006년 4월, TOKYO FM)

### 무대(연극)
- 기원과 괴물~ 윌빌의 세자매~ (2012년 12월, 극장 코쿤)
- 万獣こわい (2014년 3월 15일 ~ 6월 1일, 도쿄)
- KERA・MAP ＃006「굿바이(グッドバイ)」 (2015년 9월 12일 ~ 10월 18일)

### CM
- 투카폰 관서 「프리케」 (ツーカーホン関西 プリケー)（2003年 - ）
- 토요타 「카로라스파시오」 (トヨタ カローラスパシオ) （2003年5月 - 2004年1月）
- Benesse 코포레이션 (ベネッセコーポレーション) 진연 세미나 중학 강좌 「제1지망을 바꾸고 싶지 않아 여자아이 my합격 플랜」 （2003年 - 2004年）
- 미쓰이 부동산 판매 (三井不動産販売)
  - 미쓰이노 리하우스 (三井のリハウス)（2004年4月 - 2007年）
  - 미쓰이노 리파크 (三井のリパーク)（2007年1月 - 2010年1月）
- 메이지제과 「수제초콜릿」 (明治製菓 手作りチョコレート)（2004年12月 - 2005年1月）
- 아사히 음료 「미츠야사이다」 (アサヒ飲料 三ツ矢サイダー)（2006年3月 - ）
- 롯데 (ロッテ)
  - 자일리톨 (キシリトール)（2006年7月 - ）
  - 가나 밀크 초콜릿(ガーナミルクチョコレート)（2007年4月 - ）
  - 노도아메(のど飴)（2007年10月 - ）
- 캐논 - 타치바나 카에데 역 (キヤノン - 橘かえで) 役
  - PowerShot（2006年9月 - ）
  - PIXUS（2006年10月 - ）
  - SELPHY（2006年12月 - ）
- 브리지스톤사이클 「알베르토」 (ブリヂストンサイクル アルベルト)（2007年1月 - 2008年1月）
- NHK-BS（2006年）
- 닌텐도 「타운으로 놀러가요 동물의 숲」任天堂 「街へいこうよ どうぶつの森」（2008年11月 - 2009年）
- 일본민간방송연맹 (日本民間放送連盟)（2008年12月）
- NHK지구에코 (NHK地球エコ) 2009（2009年）
- 일본 켄터키・프라이드・치킨 (日本ケンタッキー・フライド・チキン)（2009年12月 - ）
- P&G 팬틴 (パンテーン)（2010年2月 - ）
- 모리나가 제과 (森永製菓)
  - 「Weider in Jelly」 (ウイダーinゼリー)（2011年4月 - ）
  - 「나마라무네」 (生ラムネ)（2011年7月 - ）
  - 「코에다」 (小枝)（2011年9月 - ）
- JR동일본 「Suica」（2011年6月 - ）
- Gulliver 인터네셔널 「중고차의 Gulliver」 (ガリバーインターナショナル 中古車のガリバー)（2012年1月 - ）
- 아사히맥주 「칵테일파트너」 (アサヒビール カクテルパートナー)（2012年4月 - )
- PIP (ピップ) 「SLIM WALK」（2012年4月 - ）
- 레벨 파이브 「레이튼 교수와 초문명 A의 유산」 レベルファイブ 「レイトン教授と超文明Aの遺産」（2013年2月 - ）
- 지반네트 「지반 세컨드 오피니언」 (地盤ネット 地盤セカンドオピニオン)（2013年12月 -
- 다케다 약품공업 「HICEE 발란스」 (武田薬品工業 ハイシーバランス)（2014年4月 - ）

## 그외 출연

### 버라이어티 프로그램
- 우치스타 R (2005년 1월 ~ 3월, 후지 TV)
- 우치스타 Collection (2005년 8월 ~ 11월, 후지 TV)
- 가챠가챠폰! (2005년 4월 ~ 2006년 3월, 후지 TV)
- 학교에 가자! MAX (2005년 4월 ~ 2008년, TBS)
- 파샤! (2006년 10월 ~ 2007년 3월, NTV)

### 나레이션
- 21세기의 관람차 (2005년 2월, 브로드밴드 무비 / 스카이 퍼펙트 커뮤니케이션! BB)

### PV
- 2006년 V6 - 〈Good day!!〉 ※미노 몬타, 와타나베 마리나와 함께 출연.
- 2007년 JUNE - 〈you and me〉 ※[하야시 켄토]와 공연.
- 2012년 LOVERSSOUL × HIROKI from ORANGE RANGE - 〈Loveliest〉
- 2016년 ASIAN KUNG-FU GENERATION「Right Now」

## 수상 내역
- 2007년 제31회 일본 아카데미상 신인 배우상 ("마을에 부는 산들바람")
- 2007년 제29회 요코하마 영화제 최우수 신인상 ("마을에 부는 산들바람")
- 2007년 제32회 호치 영화상 최우수 신인상 ("마을에 부는 산들바람")
- 2007년 제12회 일본 인터넷 영화 대상 신인상 ("마을에 부는 산들바람")
- 2008년 제21회 닛칸 스포츠 영화 대상 최우수 신인상 ("노래 혼", "미래를 걷는 소녀", "모래 시계")